# ستيفان دورديفيك
ستيفان دورديفيك (بالسيريلية الصربية: Стефан Ђорђевић) هو لاعب كرة قدم صربي، ولد في 13 مارس 1991 في نوفي ساد في صربيا. لعب مع النجم الأحمر بلغراد وسبارتاك سوبتيتسا.

## وصلات خارجية
- ستيفان دورديفيك على موقع قاعدة بيانات كرة القدم.إي يو (الإنجليزية)
- ستيفان دورديفيك على موقع Soccerway.com (الإنجليزية)
- ستيفان دورديفيك على موقع عالم كرة القدم.نت (الإنجليزية)